# 方広寺 (浜松市)
方広寺（方廣寺、ほうこうじ）は、静岡県浜松市浜名区にある寺院で臨済宗方広寺派の大本山である。山号は深奥山（じんのうざん）、寺号は詳しくは方広萬寿禅寺と称する。別称、奥山半僧坊。本尊は釈迦如来。

## 歴史
1371年（建徳2年）遠江（静岡県）の豪族井伊家の一族である奥山六郎次郎朝藤是栄居士こと、奥山朝藤の開基である。奥山朝藤は後醍醐天皇の11番目の皇子であった無文元選（1323-1390）に深く帰依していたので、無文元選を開山として創建された寺である。
無文元選は博多聖福寺の後、元に渡って福州大覚寺で古梅正友に参じて嗣法した。その後日本に帰り、三河の広沢庵にいた時に奥山朝藤の招きに応じて方広寺に移った。無文元選はここの景観が中国天台山方広寺を髣髴させたので、寺を「深奥山方広万寿禅寺」と名付けた。
その後何度も火災に遭うなどして、寺勢は衰退していった。度重なる火災により記録が失われ、室町時代末期までの詳しい状況は判然としない。その後1568年（永禄11年）12月、徳川家康が方広寺を訪れその状況を見て、復興に力を注いだ。徳川家康の奏上により、後陽成天皇から「出世職勅許の綸旨」が下された。また1587年（天正15年）には豊臣秀吉から約50石の朱印と境内山林が寄進され、同じ年に勅願所となった。
江戸時代の1786年（天明6年）には、光格天皇から開山の無文元選に対して「大慈普応禅師」の号が下賜された。
明治に入り、政府の廃仏毀釈の宗教政策により境内地以外の寺領が上地となって、方広寺は経済基盤を失うことになった。
1877年（明治10年）、当時の今井東明は鎮守である半僧坊の再建事業など寺存続の立て直しに尽力した。
方広寺は廃仏毀釈後、臨済宗各派が独立した頃には南禅寺派に属していたが、1903年（明治36年）独立して臨済宗方広寺派の本山となった。また同年、明治天皇から無文元選に「聖鑑国師」の号が下賜された。
なお、この寺に祀られる半僧坊権現は開山の無文が中国の元から帰国する際、悪天候の中、無文の乗った船を守護したとされる。後年、無文元選が方広寺に入寺した時、この神がまた現れて、無文元選に対して教えを被り、法を守ることを誓った。それで方広寺の鎮守となったと伝わる。

## 主な年中行事
- 奥山半僧坊火祭り　2月16日に祈祷と火渡りの行が行われる。
- 開山忌　4月22日に行われる開山無文元選の忌日法要。
- 半僧坊大祭　10月17日に鎮守半僧坊権現の神事が行われる。

## 文化財

### 重要文化財（国指定）
- 七尊菩薩堂 – 七尊菩薩を合祀した鎮守堂で、応永8年（1401年）建立。間口90cm、奥行150cmの杮葺き流れ造り。鎌倉時代末期の建築様式をよく伝え、唐破風型の向拝虹梁は非常に珍しい。[4]
- 木造釈迦如来及両脇侍坐像 院吉・院広・院遵作 – 観応3年（1352年）の作で、方広寺の開創よりも前に作られている。もとは関東の戦国大名佐竹氏の菩提寺である清音寺（茨城県城里町）にあったもので、徳川光圀（水戸光圀）の厚い信仰を受けて修復されたことが記されている。[5][6]

### 登録有形文化財
2019年9月に本堂など24棟の建造物が国の登録有形文化財に登録された。
- 本堂
- 勅使玄関
- 知客寮（しかりょう）
- 大庫裡
- 鐘楼
- 三笑閣
- 宗務本院
- 行在所（あんざいしょ）
- 禅堂
- 観音堂
- 開山堂
- 昭堂
- 勅使門
- 半僧坊拝殿
- 半僧坊真殿
- 札場
- 神楽堂
- 水屋
- 七尊菩薩堂拝殿
- 三重塔
- 山門
- 総門

### 静岡県指定文化財
- 絹本着色無文元選像

開山禅師の自画像。

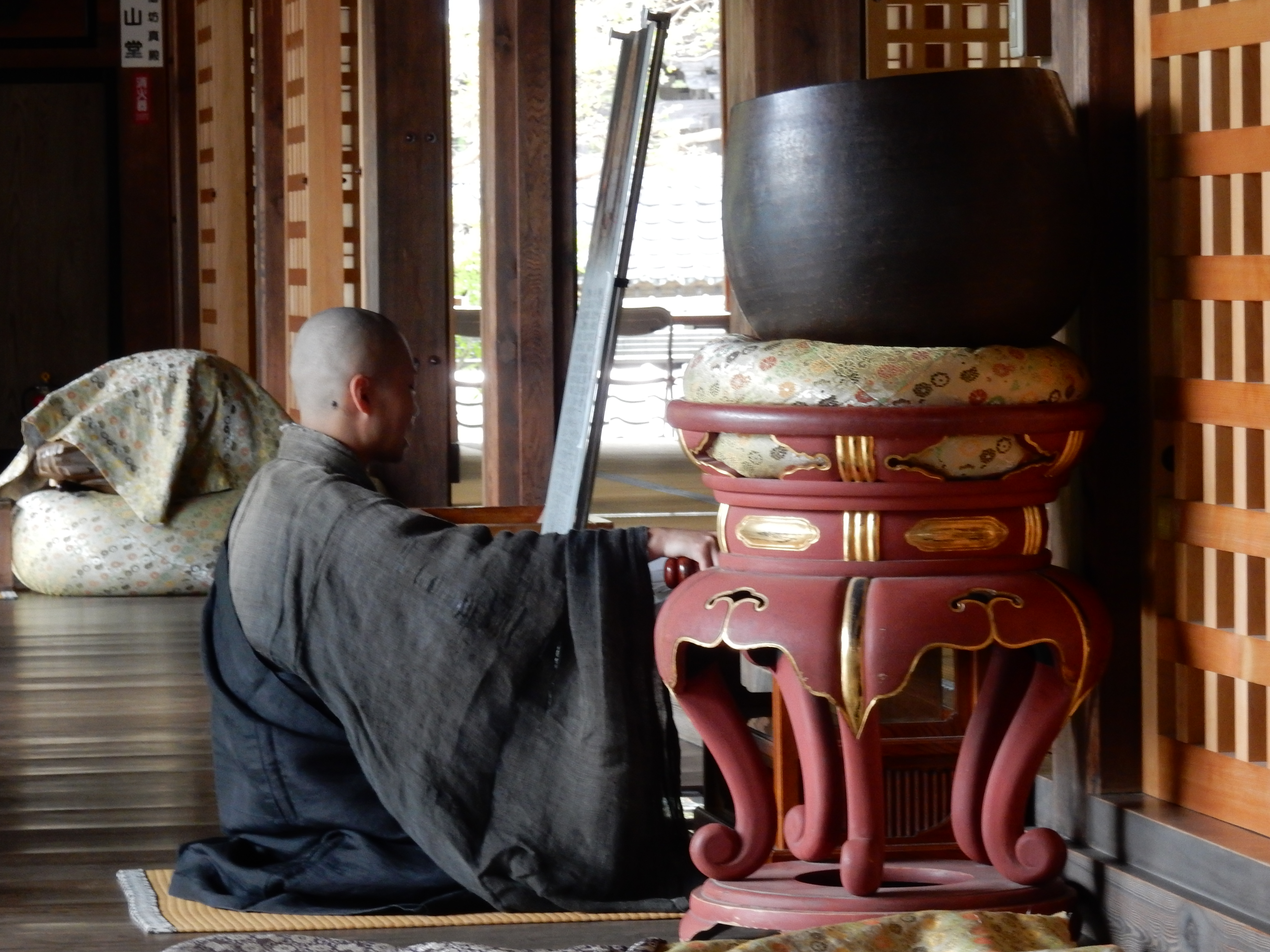
雲水の読経
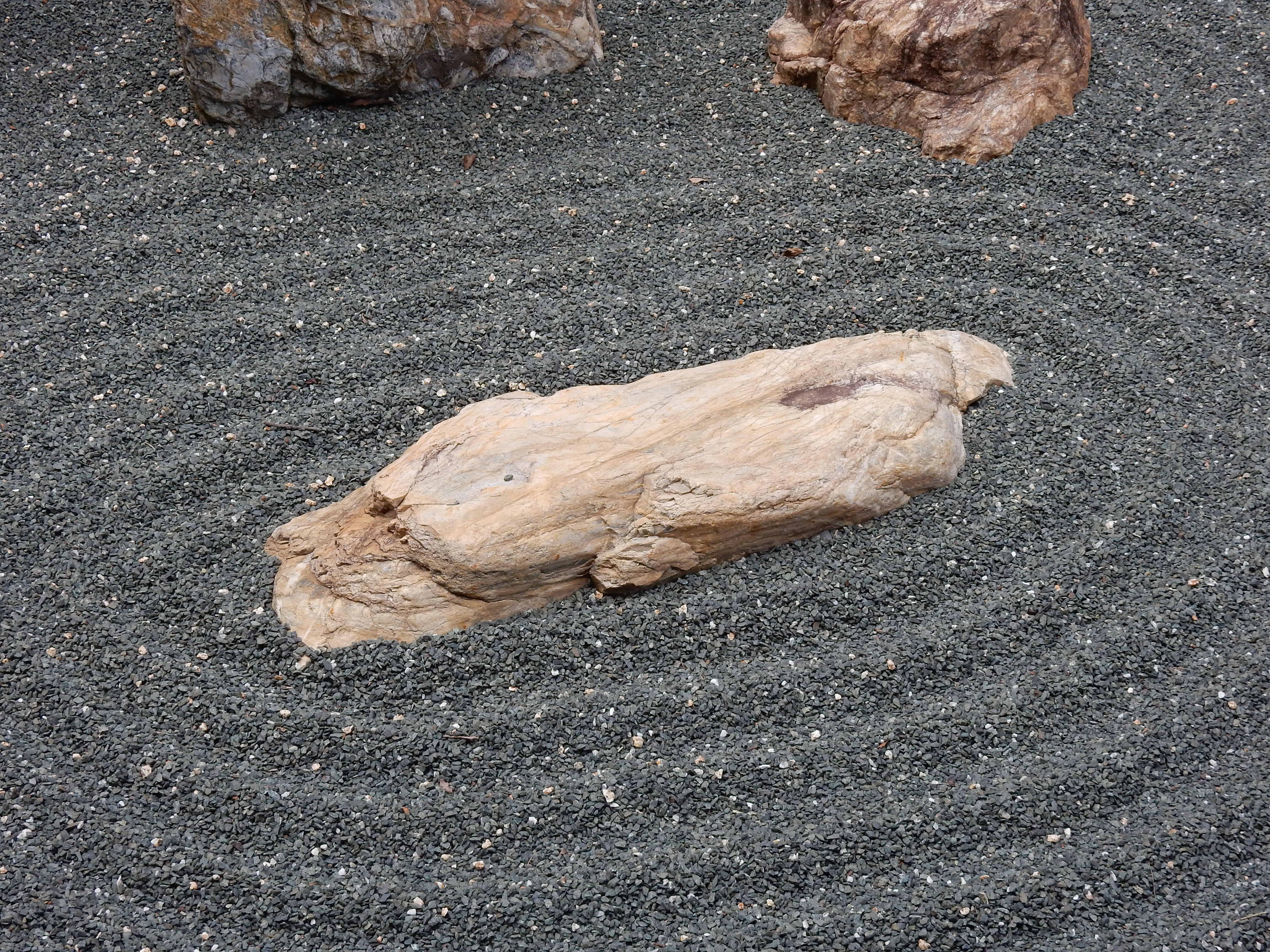
枯山水
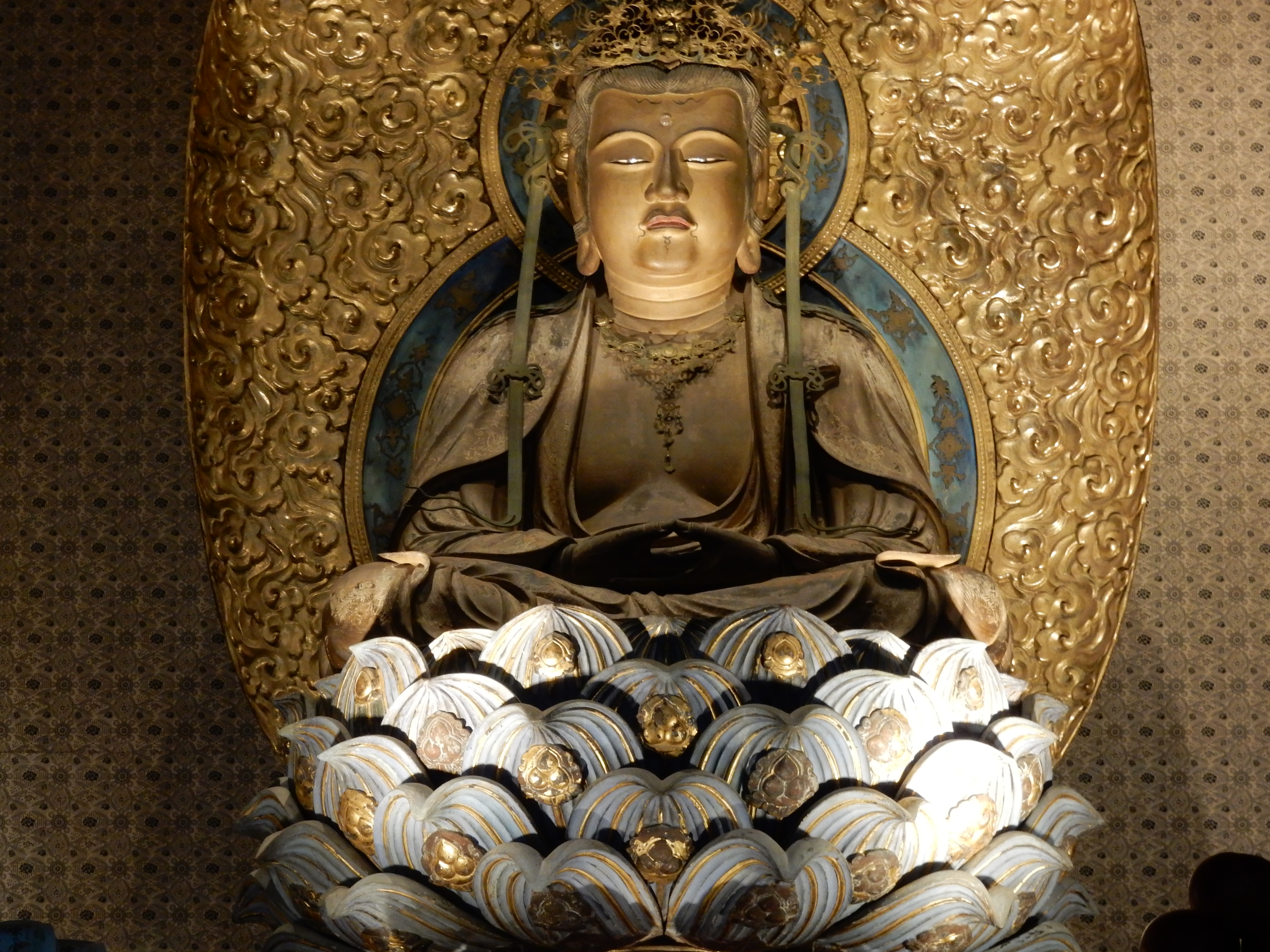
釈迦如来像
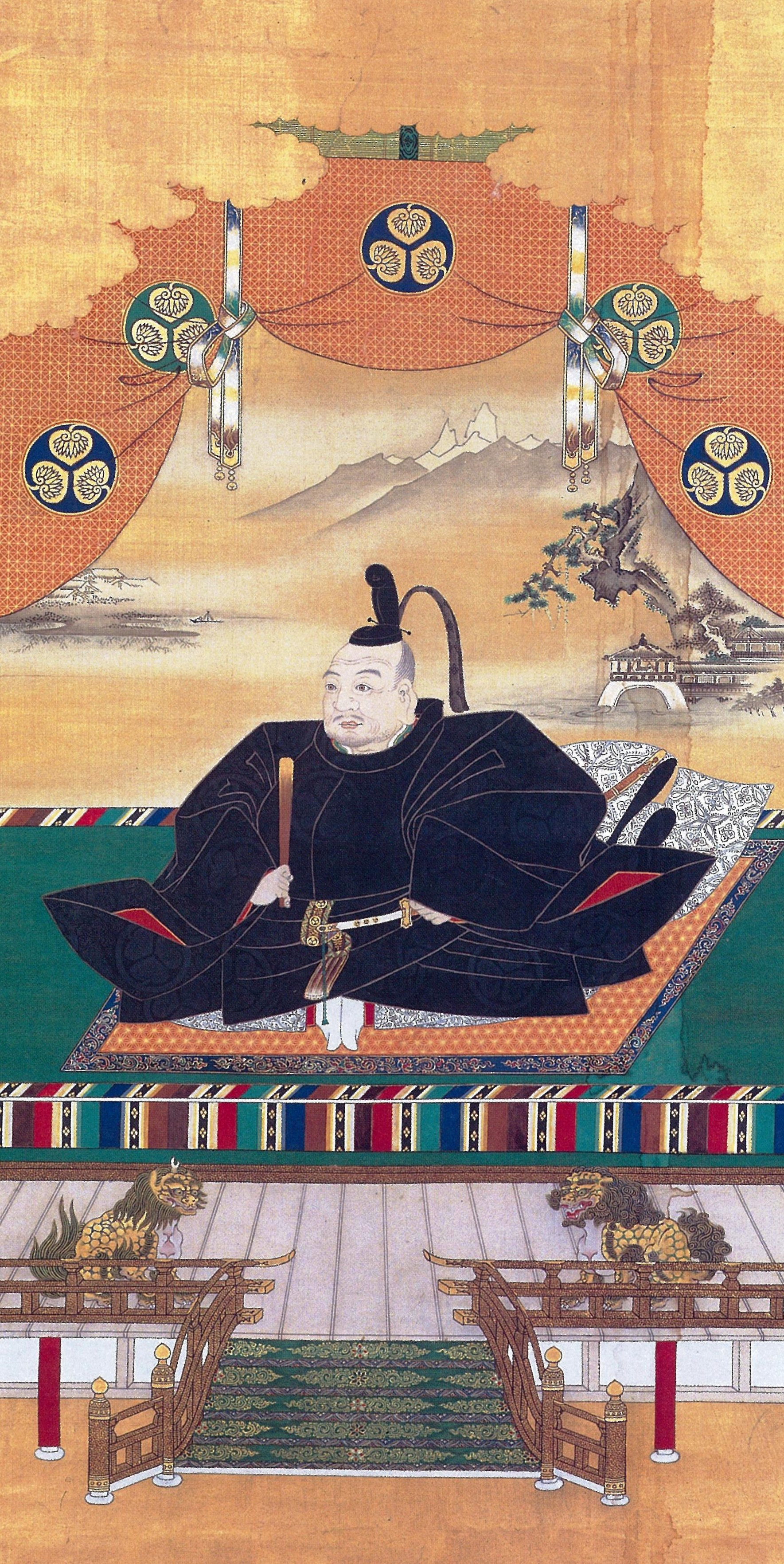
徳川家康　狩野寿信画

## 所在地
静岡県浜松市浜名区引佐町奥山1577-1